# Youssef Zalal
Youssef Zalal (en árabe: يوسف زلال, Casablanca; 4 de septiembre de 1996) es un artista marcial mixto marroquí que compite en la división de peso pluma del Ultimate Fighting Championship (UFC). 

## Primeros años
Zalal creció peleando con otros niños en las calles de Marruecos. Su madre lo inscribió en kickboxing a la edad de 10 años para ayudar a controlar su ira. Zalal se mudó a los Estados Unidos a los 15 años.

## Carrera de artes marciales mixtas

### Carrera temprana
En el comienzo de su carrera en las artes marciales mixtas, Zalal luchó principalmente en el circuito regional de Colorado, acumulando un récord de 7-2, con la mayoría de sus peleas sucediendo en Legacy Fighting Alliance.

### Ultimate Fighting Championship
En su debut promocional, Youssef se enfrentó a otro recién llegado, Austin Lingo, el 8 de febrero de 2020 en UFC 247. Ganó la pelea por decisión unánime.
Youssef enfrentó a Jordan Griffin el 27 de junio de 2020 en UFC on ESPN: Poirier vs. Hooker. Ganó la pelea por decisión unánime.
Zalal enfrentó a Peter Barrett en UFC Fight Night: Lewis vs. Oleinik el 8 de agosto de 2020. Ganó la pelea por decisión unánime.
Se esperaba que Zalal se enfrentara a Seung Woo Choi el 11 de octubre de 2020 en UFC Fight Night 179. Sin embargo, el 1 de octubre de 2020, Choi se retiró de la pelea y fue reemplazado por Ilia Topuria. Zalal perdió la pelea por decisión unánime.
Zalal enfrentó a Seung Woo Choi, reemplazando a Collin Anglin, el 6 de febrero de 2021 en UFC Fight Night 184. Perdió la pelea por decisión unánime.
Zalal enfrentó a Sean Woodson el 5 de junio de 2021 en UFC Fight Night: Rozenstruik vs. Sakai. Perdió la pelea por decisión dividida.
Zalal estaba programado para enfrentarse a Cristian Quiñonez el 13 de agosto de 2022 en UFC on ESPN: Vera vs. Cruz. Sin embargo, Quiñonez se vio obligado a abandonar el evento debido a problemas de visa y fue reemplazado por Da'Mon Blackshear. La pelea terminó en un empate mayoritario.
El 25 de agosto de 2022 se anunció que Zalal había sido liberado de la UFC.

### Carrera posterior a UFC
Tras su liberación de la UFC, Youssef Zalal tuvo un fuerte regreso en el circuito de MMA. Demostró sus habilidades en Sparta 93 el 18 de noviembre de 2022, donde triunfó sobre Edwin Chavez por TKO en el primer asalto. Zalal continuó su racha ganadora el 20 de enero de 2023 en SCL: Fight Night 14 - King of Sparta Welterweight, derrotando a Jake Childers también por TKO en el primer asalto. Su notable racha continuó al asegurar otra victoria el 19 de agosto de 2023 en Sparta Combat League 98, sometiendo a Vadim Zadnipryanyi con una sumisión en el primer asalto.

### Regreso a UFC
Zalal enfrentó a Billy Quarantillo, reemplazando a Gabriel Miranda, el 23 de marzo de 2024 en UFC on ESPN 53. Ganó la pelea por sumisión  en el segundo asalto.
Zalal está programado para enfrentarse a Jarno Errens el 10 de agosto de 2024 en UFC Fight Night 242.
Zalal se enfrentó a Jack Shore el 2 de noviembre de 2024 en UFC Fight Night 246. Ganó la pelea mediante un estrangulamiento de triángulo de brazo en el segundo asalto. Esta pelea le valió otro premio a la Actuación de la Noche.

## Récord de artes marciales mixtas
| Récord profesional | Récord profesional | Récord profesional |
| 20 peleas          | 14 victorias       | 5 derrotas         |
| ------------------ | ------------------ | ------------------ |
| Nocaut             | 4                  | 0                  |
| Sumisión           | 7                  | 0                  |
| Decisión           | 3                  | 5                  |
| Empate             | 1                  | 1                  |

| Resultado | Récord | Oponente           | Método                        | Evento                                 | Fecha                   | Ronda | Tiempo | Localización          | Notas                           |
| --------- | ------ | ------------------ | ----------------------------- | -------------------------------------- | ----------------------- | ----- | ------ | --------------------- | ------------------------------- |
| Victoria  | 14–5–1 | Billy Quarantillo  | Sumisión (rear-naked choke)   | UFC on ESPN: Ribas vs. Namajunas       | 23 de marzo de 2024     | 2     | 1:50   | Las Vegas, Nevada     |                                 |
| Victoria  | 13–5–1 | Vadim Zadnipryanyi | Sumisión (arm-triangle choke) | Sparta Combat League 98                | 19 de agosto de 2023    | 1     | 3:48   | Superior, Colorado    |                                 |
| Victoria  | 12–5–1 | Jake Childers      | TKO (golpes)                  | Sparta Combat League: Fight Night 14   | 20 de enero de 2023     | 1     | 1:53   | Aurora, Colorado      |                                 |
| Victoria  | 11–5–1 | Edwin Chavez       | TKO (golpes)                  | Sparta Combat League 93                | 18 de noviembre de 2022 | 1     | 3:44   | Denver, Colorado      | Regresó a peso pluma.           |
| Empate    | 10–5–1 | Da'Mon Blackshear  | Empate (mayoritario)          | UFC on ESPN: Vera vs. Cruz             | 13 de agosto de 2022    | 3     | 5:00   | San Diego, California | Debut en peso gallo.            |
| Derrota   | 10–5   | Sean Woodson       | Decisión (dividida)           | UFC Fight Night: Rozenstruik vs. Sakai | 5 de junio de 2021      | 3     | 5:00   | Las Vegas, Nevada     |                                 |
| Derrota   | 10–4   | Choi Seung-woo     | Decisión (unánime)            | UFC Fight Night: Overeem vs. Volkov    | 6 de febrero de 2021    | 3     | 5:00   | Las Vegas, Nevada     |                                 |
| Derrota   | 10–3   | Ilia Topuria       | Decisión (unánime)            | UFC Fight Night: Moraes vs. Sandhagen  | 11 de octubre de 2020   | 3     | 5:00   | Abu Dabi              |                                 |
| Victoria  | 10–2   | Peter Barrett      | Decisión (unánime)            | UFC Fight Night: Lewis vs. Oleinik     | 8 de agosto de 2020     | 3     | 5:00   | Las Vegas, Nevada     |                                 |
| Victoria  | 9–2    | Jordan Griffin     | Decisión (unánime)            | UFC on ESPN: Poirier vs. Hooker        | 27 de junio de 2020     | 3     | 5:00   | Las Vegas, Nevada     |                                 |
| Victoria  | 8–2    | Austin Lingo       | Decisión (unánime)            | UFC 247                                | 8 de febrero de 2020    | 3     | 5:00   | Houston, Texas        |                                 |
| Victoria  | 7–2    | Jaime Hernandez    | KO (rodillazo volador)        | LFA 79                                 | 22 de noviembre de 2019 | 1     | 2:15   | Broomfield, Colorado  | Pelea de peso pactado (140 lb). |
| Derrota   | 6–2    | Matt Jones         | Decisión (dividida)           | LFA 65                                 | 3 de mayo de 2019       | 3     | 5:00   | Vail, Colorado        |                                 |
| Derrota   | 6–1    | Jose Mariscal      | Decisión (unánime)            | LFA 57                                 | 18 de enero de 2018     | 3     | 5:00   | Broomfield, Colorado  |                                 |
| Victoria  | 6–0    | Steven Merrill     | Sumisión (brabo choke)        | LFA 56                                 | 7 de diciembre de 2018  | 1     | 3:22   | Prior Lake, Minnesota |                                 |
| Victoria  | 5–0    | Daniel Soto        | Sumisión (rear-naked choke)   | LFA 39                                 | 4 de mayo de 2018       | 2     | 1:38   | Vail, Colorado        |                                 |
| Victoria  | 4–0    | Joey Banks         | Sumisión (armbar)             | Paramount MMA: Contenders              | 16 de marzo de 2018     | 3     | 1:58   | Denver, Colorado      |                                 |
| Victoria  | 3–0    | Clay Wimer         | Sumisión (guillotine choke)   | Mile High MMAyhem 1                    | 27 de octubre de 2017   | 2     | 2:42   | Glendale, Colorado    | Regresó a peso pluma.           |
| Victoria  | 2–0    | Maurice Salazar    | TKO (golpes)                  | LFA 22                                 | 8 de septiembre de 2017 | 2     | 4:41   | Broomfield, Colorado  | Debut en peso ligero.           |
| Victoria  | 1–0    | Michael Santos     | Sumisión (brabo choke)        | Sparta Combat League 61                | 19 de agosto de 2017    | 3     | 1:38   | Denver, Colorado      | Debut en peso pluma.            |